# 고창경찰서
고창경찰서(高敞警察署, Gochang Police Station)는 전북특별자치도경찰청이 관할하는 경찰서 중 하나이다. 전북특별자치도 고창군 일대를 관할한다. 전북특별자치도 고창군 고창읍 보릿골로 17에 위치하고 있다.
서장은 총경으로 보한다.

## 기본 정보
- 주소: 전북특별자치도 고창군 고창읍 보릿골로 17
- 우편번호: 56434

## 관할 파출소 및 지구대
| 명칭       | 사진 | 주소                 | 관할구역               | 치안센터                  |
| ---------- | ---- | -------------------- | ---------------------- | ------------------------- |
| 모양지구대 |      | 고창읍 남구1길 4     | 고창읍, 고수면         | 고수치안센터              |
| 해리파출소 |      | 해리면 해리중앙로 49 | 해리면, 상하면, 심원면 | 상하치안센터 심원치안센터 |
| 흥덕파출소 |      | 흥덕면 선운대로 3759 | 흥덕면, 성내면, 신림면 | 성내치안센터 신림치안센터 |
| 대산파출소 |      | 대산면 고산성로 4    | 대산면                 |                           |
| 무장파출소 |      | 무장면 무장읍성길 55 | 무장면                 |                           |
| 아산파출소 |      | 아산면 녹두로 796    | 아산면                 | 선운산이동치안센터        |
| 부안파출소 |      | 부안면 복분자로 873  | 부안면                 |                           |
| 공음파출소 |      | 공음면 공음길 39-1   | 공음면                 |                           |
| 성송파출소 |      | 성송면 대성로 777    | 성송면                 |                           |